# Dicamptus seyrigi
Dicamptus seyrigi är en stekelart som beskrevs av Delobel 1976. Dicamptus seyrigi ingår i släktet Dicamptus och familjen brokparasitsteklar. Inga underarter finns listade i Catalogue of Life.